# Liste des plantes ornementales aquatiques au Venezuela

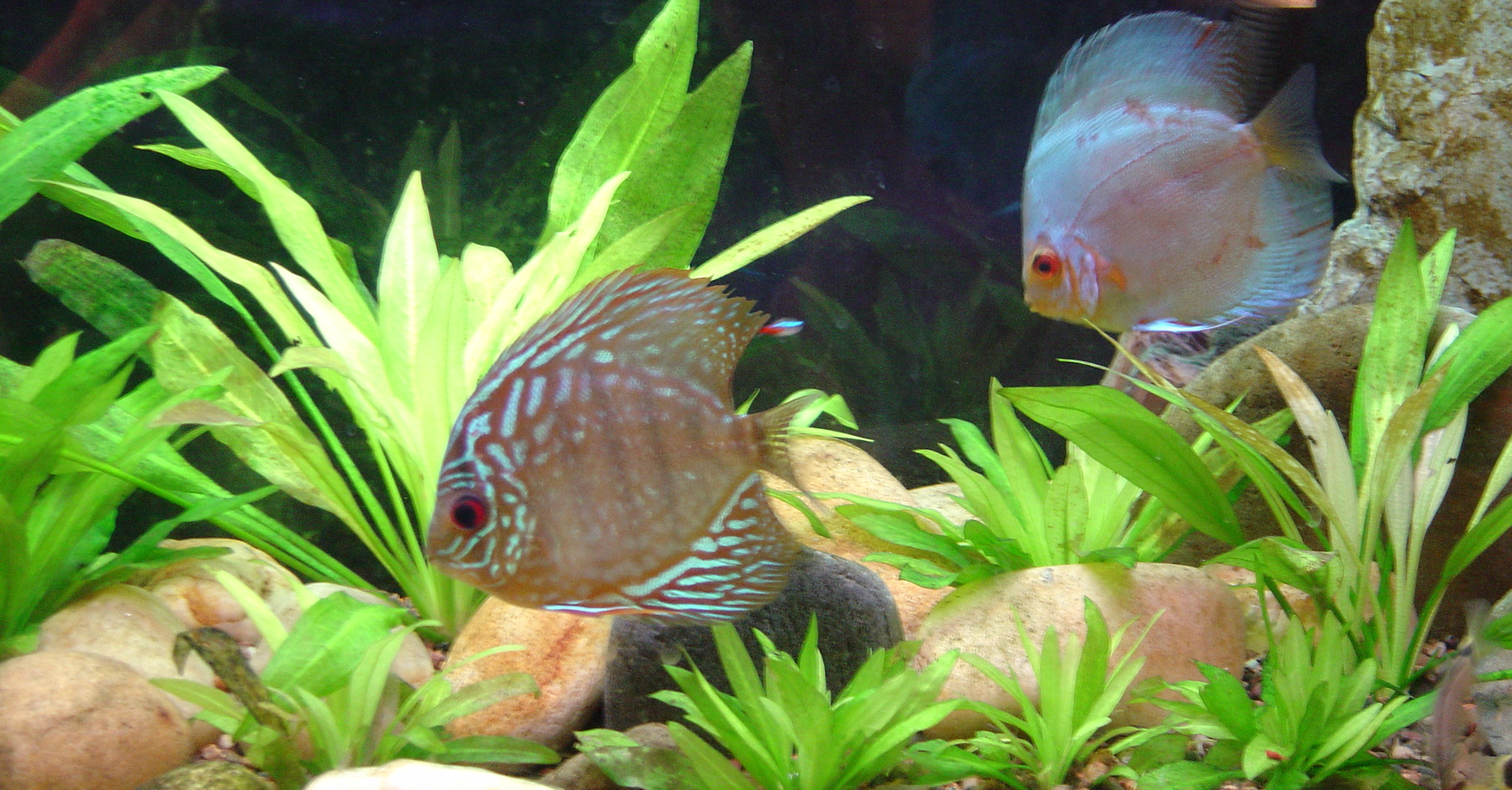
Echinodorus bleheri

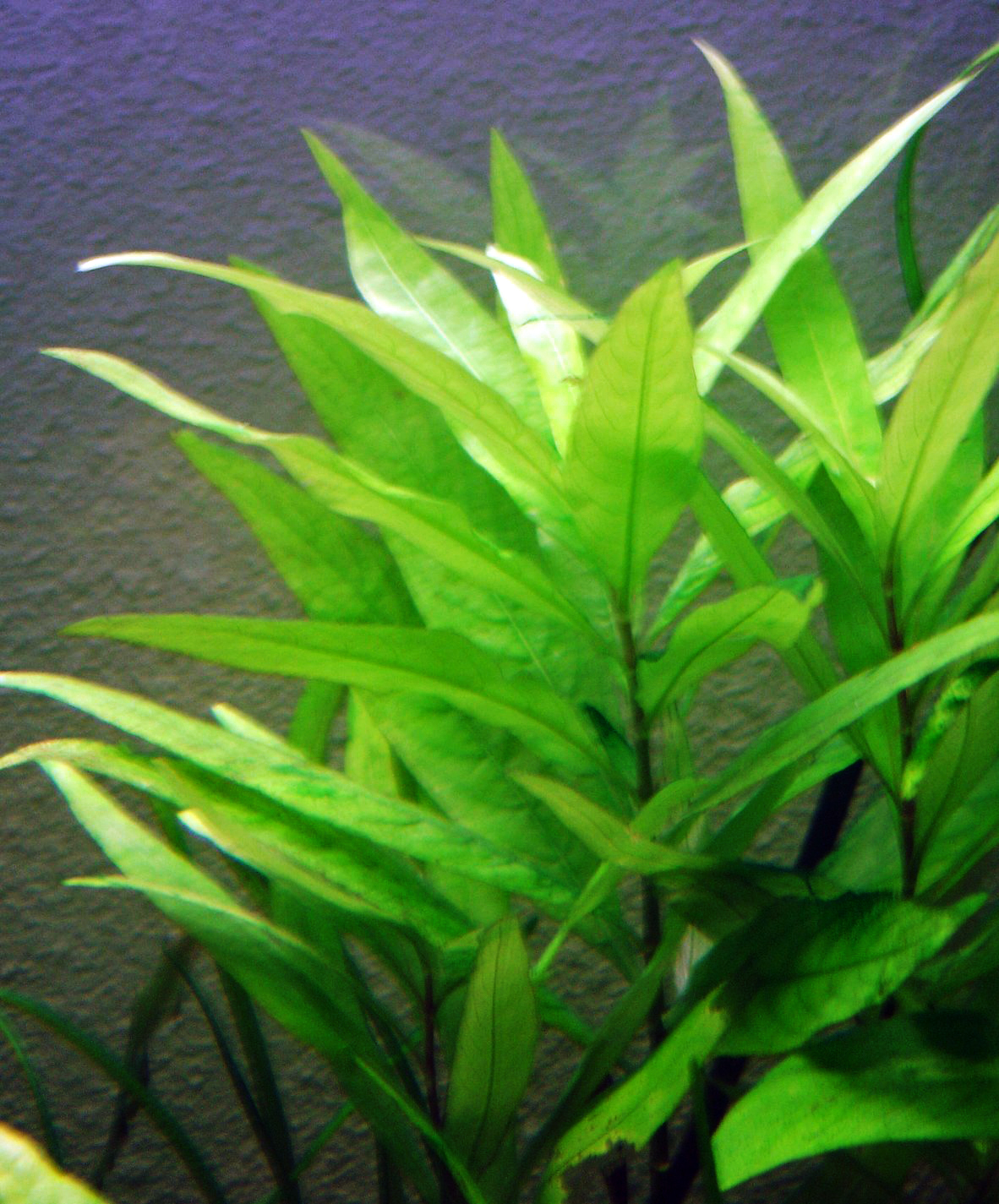
Hygrophila corymbosa

Cette liste de plantes ornementales aquatiques du Venezuela, classée dans l'ordre alphabétique des familles et des genres, est une liste partielle qui comprend notamment des espèces couramment utilisées comme plantes d'aquarium.

## Acanthaceae

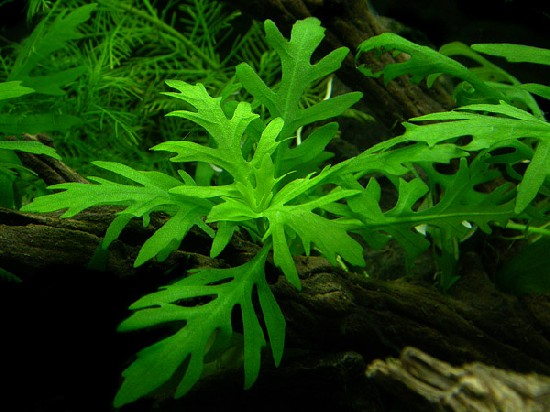
Hygrophila difformis

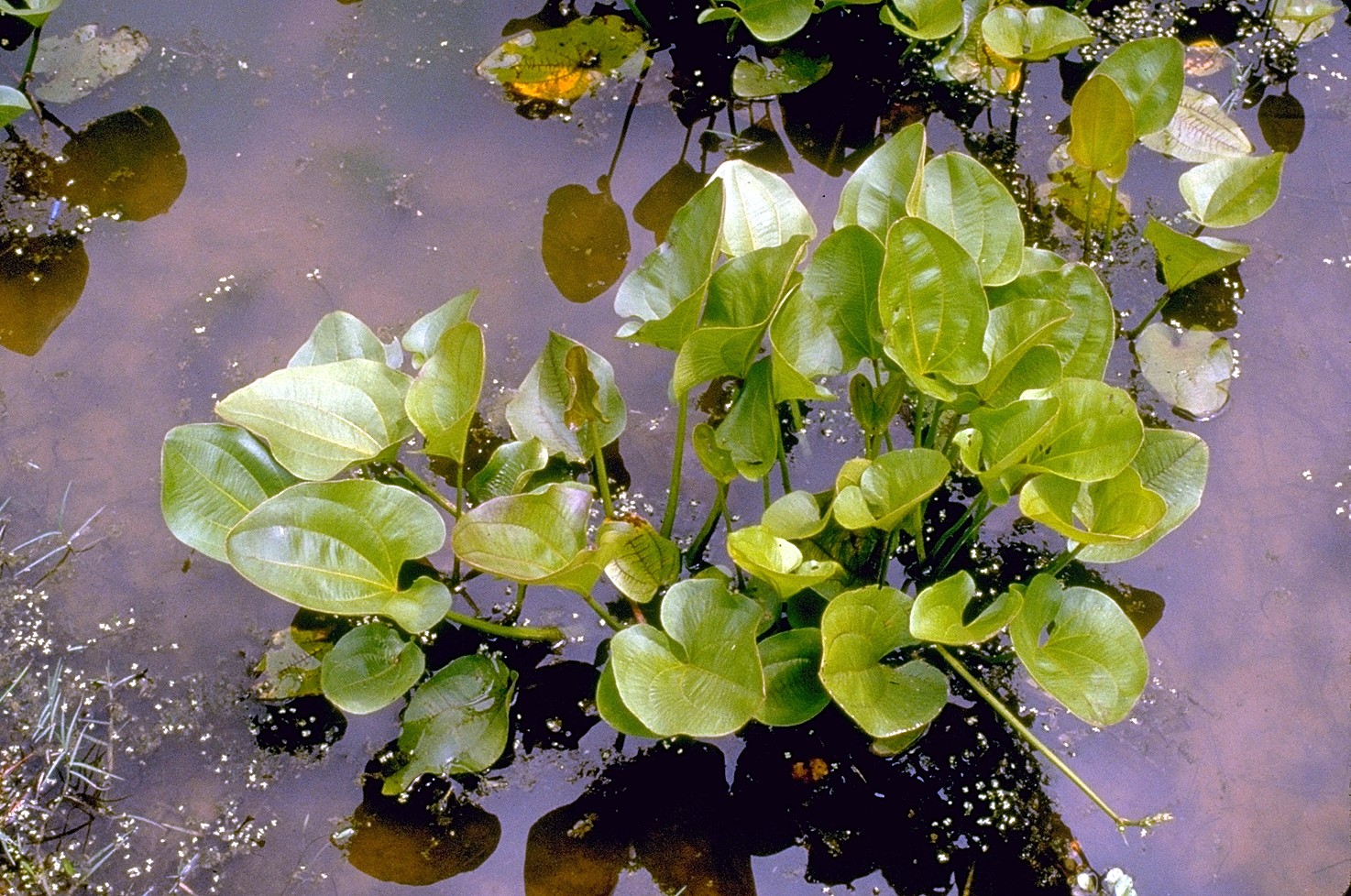
Echinodorus cordifolius

- Hygrophila corymbosa Lindau[1]
- Hygrophila difformis Blume, 1826[1]
- Hygrophila polysperma Anderson[1]

## Alismataceae
- Echinodorus bleheri Rataj en Preslia, 1970 [1]
- Echinodorus berteroi (Spreng.) Fassett.[2]
- Echinodorus bolivianus  (Rusby) Lehtonen & Myllys. [2],[3]
- Echinodorus cordifolius (L.) Griseb.[2]
- Echinodorus floribundus (Seub.) Seub.[2]
- Echinodorus grandiflorus (Cham. Et SHL.) Mich.[4],[2],[3]
- Echinodorus grisebachii Smal.[2]
- Echinodorus horizontalis Rataj.[2]
- Echinodorus longipetalus Micheli in A. & C. DC. [2]>
- Echinodorus parviflorus Rataj, 1970[5],[1]
- Echinodorus subalatus Grisebach, 1866[5],[2]
- Echinodorus scraber Rataj, 1970[5],[2]
- Echinodorus tenellum (Mart. ex Schult. & Schult. f.) Britton.[2],[3]
- Echinodorus trialatus Fassett. [2]
- Sagittaria graminea Michx.[1]

## Araceae

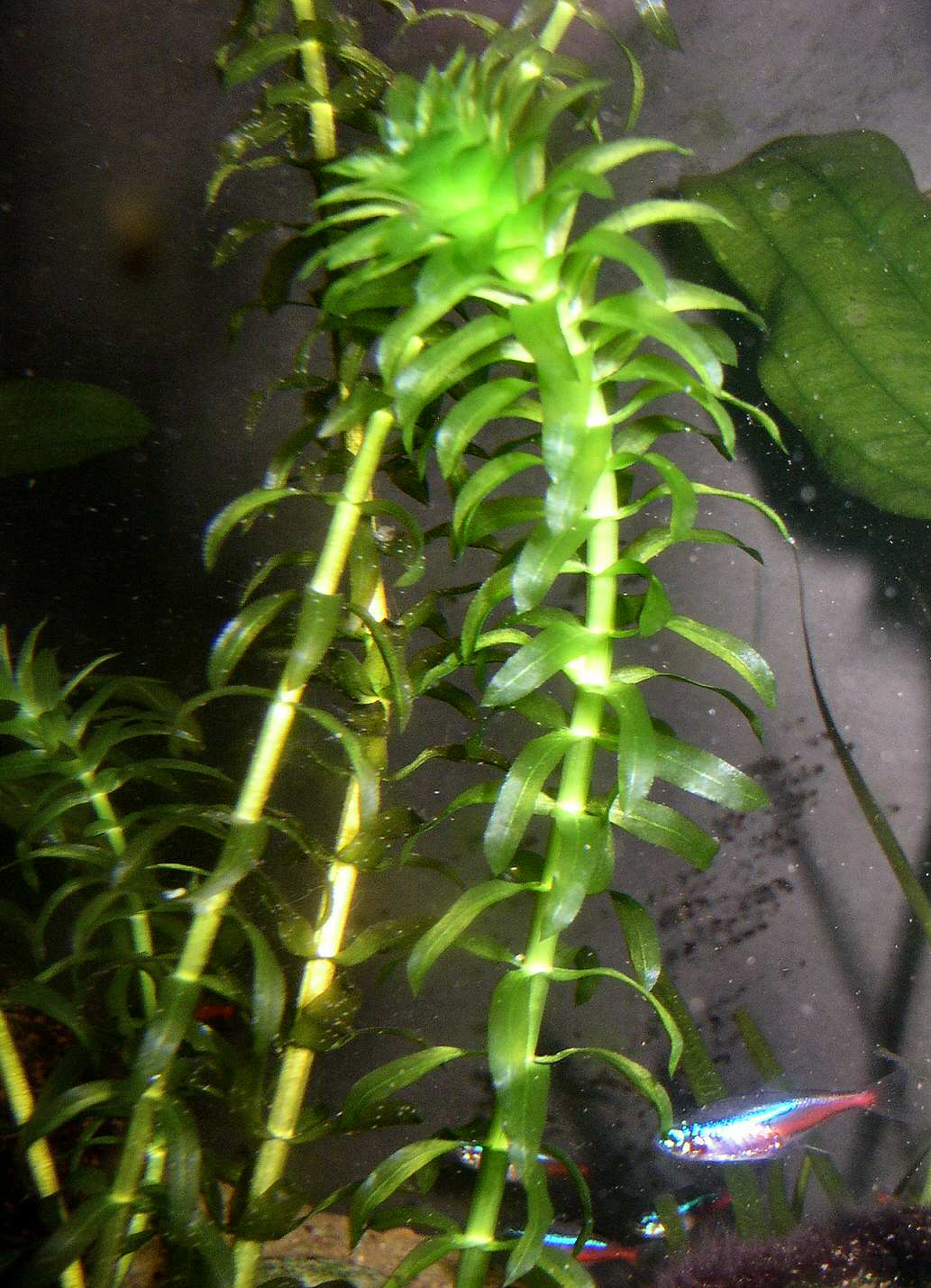
Egeria densa

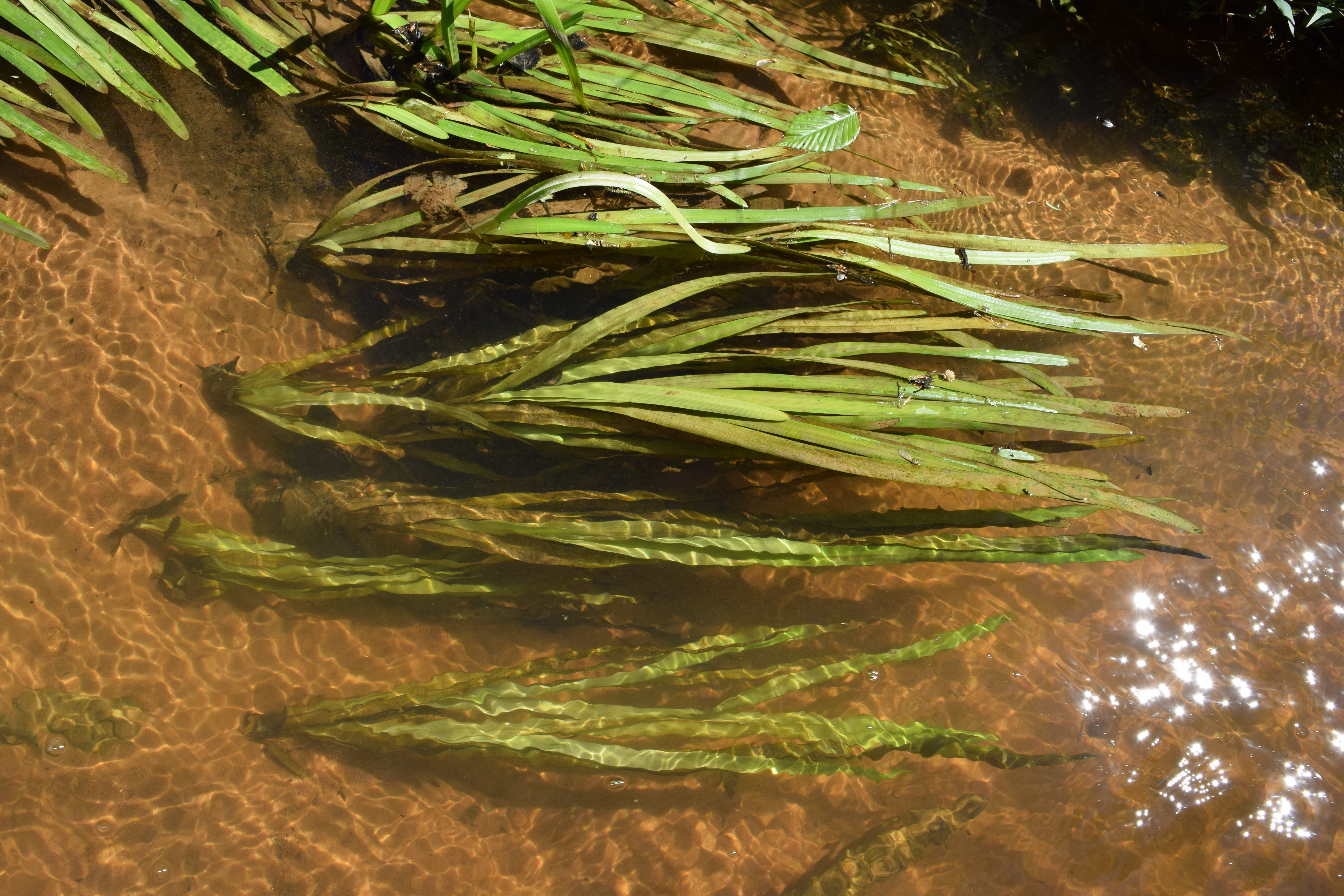
Vallisneria americana

- Cryptocoryne affinis Brown,[1]

## Araliaceae
- Hydrocotyle leucocephala Chamisso & Schlechtendal, 1826[5],[1]

## Haloragaceae
- Myriophyllum mattogrossense Hoenne, 1915[5]

## Holagoraceae
- Hottonia palustris L., 1753[5]

## Hydrocharitaceae
- Egeria densa Planchon, 1849[5]
- Elodea canadensis Rich[6]
- Elodea granatensis Rich[6]
- Vallisneria americana Michx[1]

## Lythraceae
- Rotala rotundifolia Koehne, 1849[1]

## Nymphaeaceae

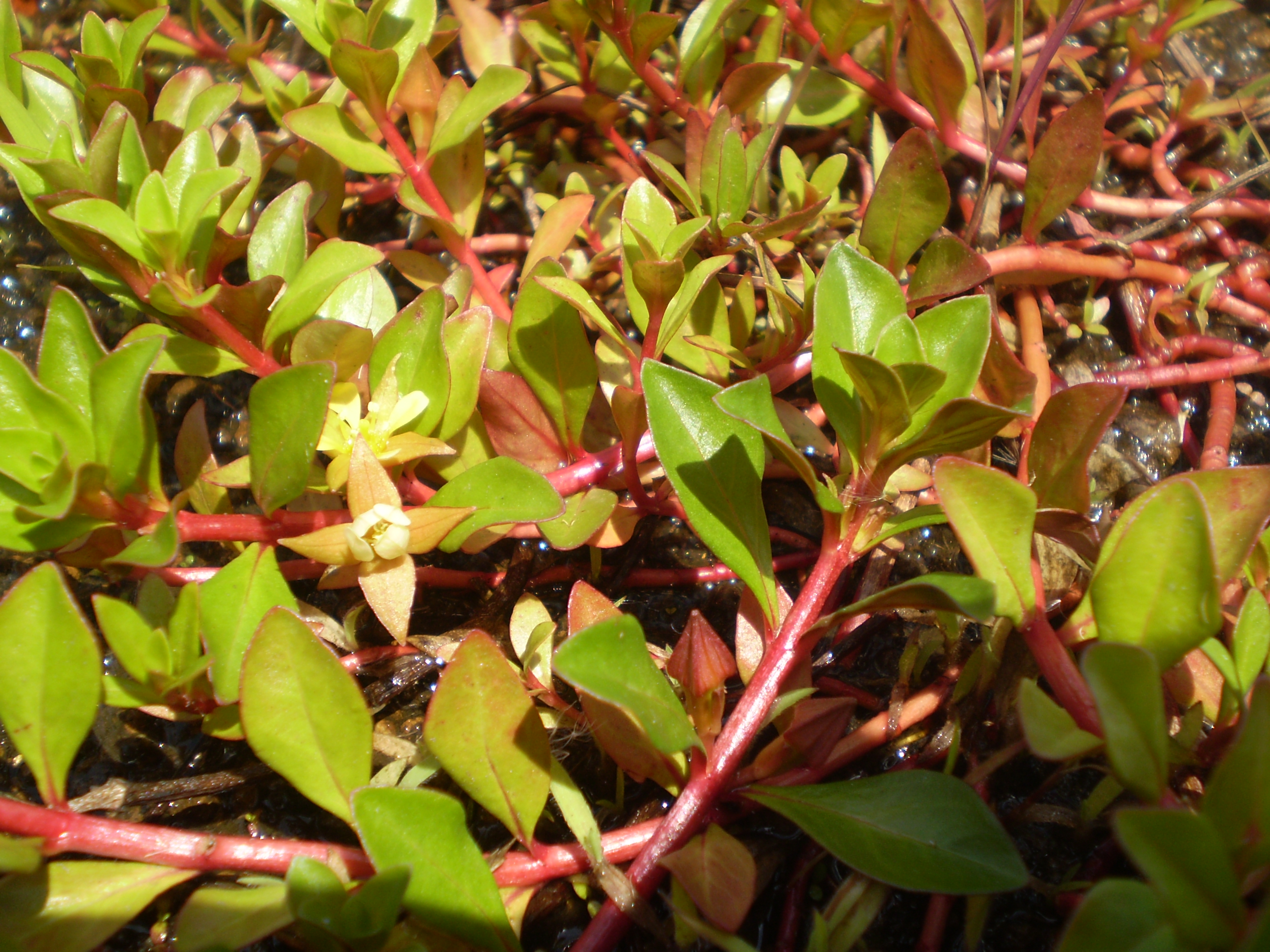
Ludwigia repens

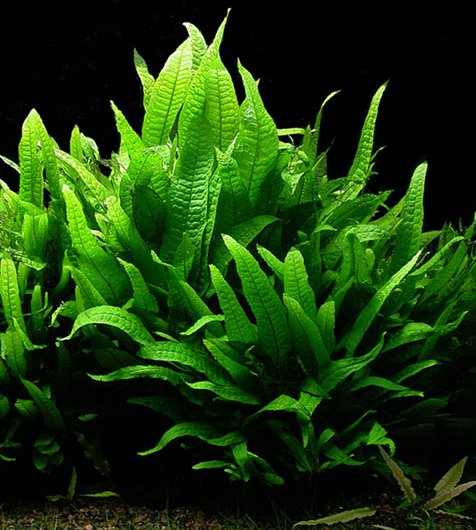
Microsorum pteropus

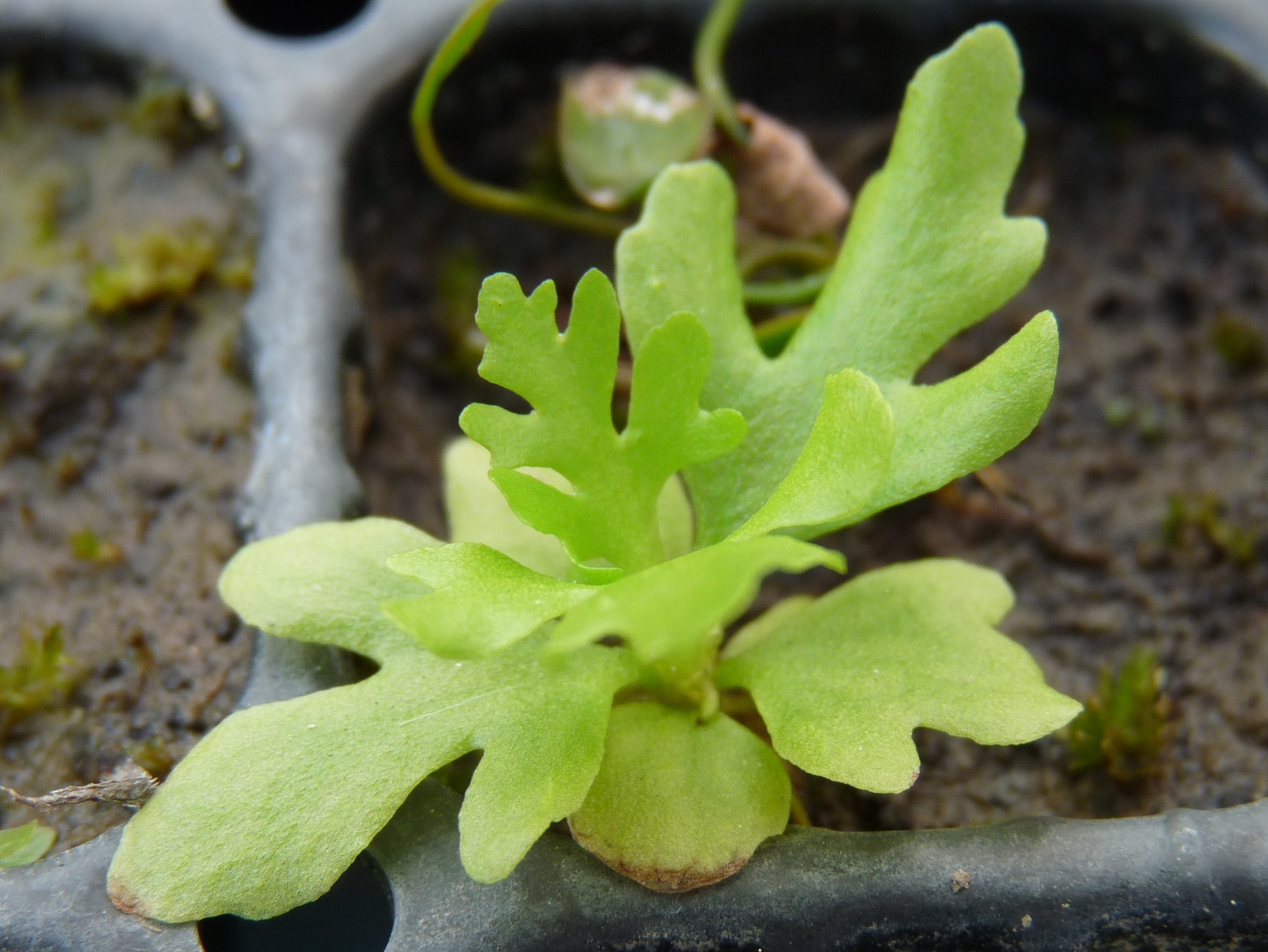
Ceratopteris thalictroides

- Cabomba piauhyensis Gendenre, 1844[5],[1]
- Nymphaea amazonum L.[6],[7]
- Nymphaea caerulea ZUCC.[6],[7]
- Nymphoides humboldtiana (Kunth) Kuntze[8],[7]
- Nymphaea lotus L.[6],[7]
- Nymphaea micranta Guill. & Perr.[6],[7]
- Nymphaea novogranatensis Wiersema[8],[7]
- Victoria regia LINDL.[6],[7]

## Onagraceae
- Ludwigia erecta (L. ) Hara[8]
- Ludwigia helmintorrhiza (Mart.) Hara[8]
- Ludwigia inclinata (L.f. ) Raven[8]
- Ludwigia octovalvis (Jacq.) Raven[8],[3]
- Ludwigia peploides Raven(H.B.K.) [8]
- Ludwigia repens J.R. Forst, 1849[1]
- Ludwigia sedoides ( H.& B.) Hara[8]

## Plantaginaceae
- Bacopa caroliniana B.L. Robins, [1]

## Parkeriaceae
- Ceratopteris thalictroides Brogniart, 1821[5]

## Polypodiaceae
- Microsorum pteropus Blume, 1933[1]

## Saururaceae
- Saururus cernuus L.[1]

## Scrofulariaceae
- Bacopa Nonieri Pennell, 1891[5]